# Sakrisøy
 (septembre 2018).
Sakrisøy est une localité du comté de Nordland, en Norvège.

## Géographie
Administrativement, Sakrisøy fait partie de la kommune de Moskenes.